# Alan Arnold Griffith

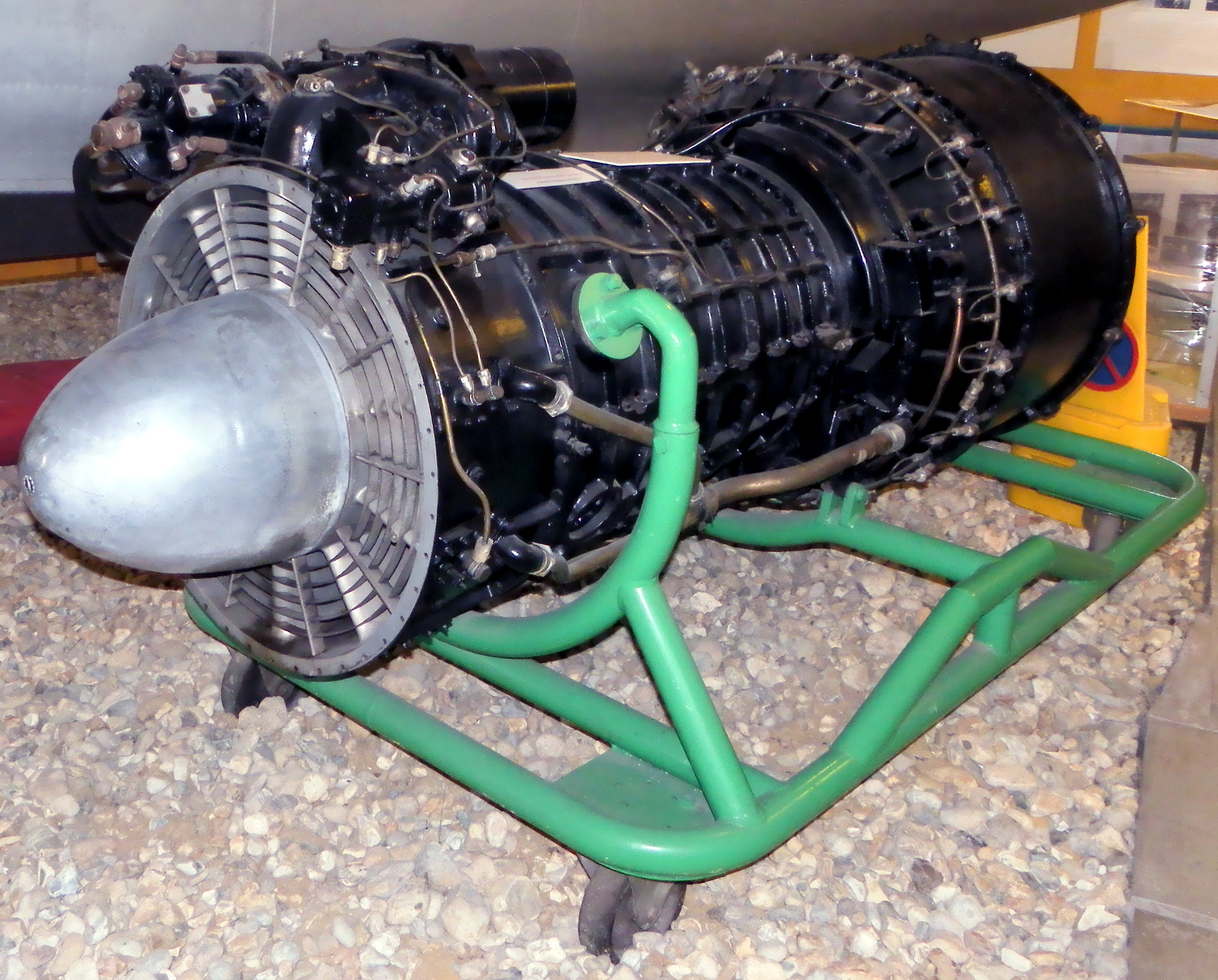
Turborreactor Metrovick F.2 Beryl

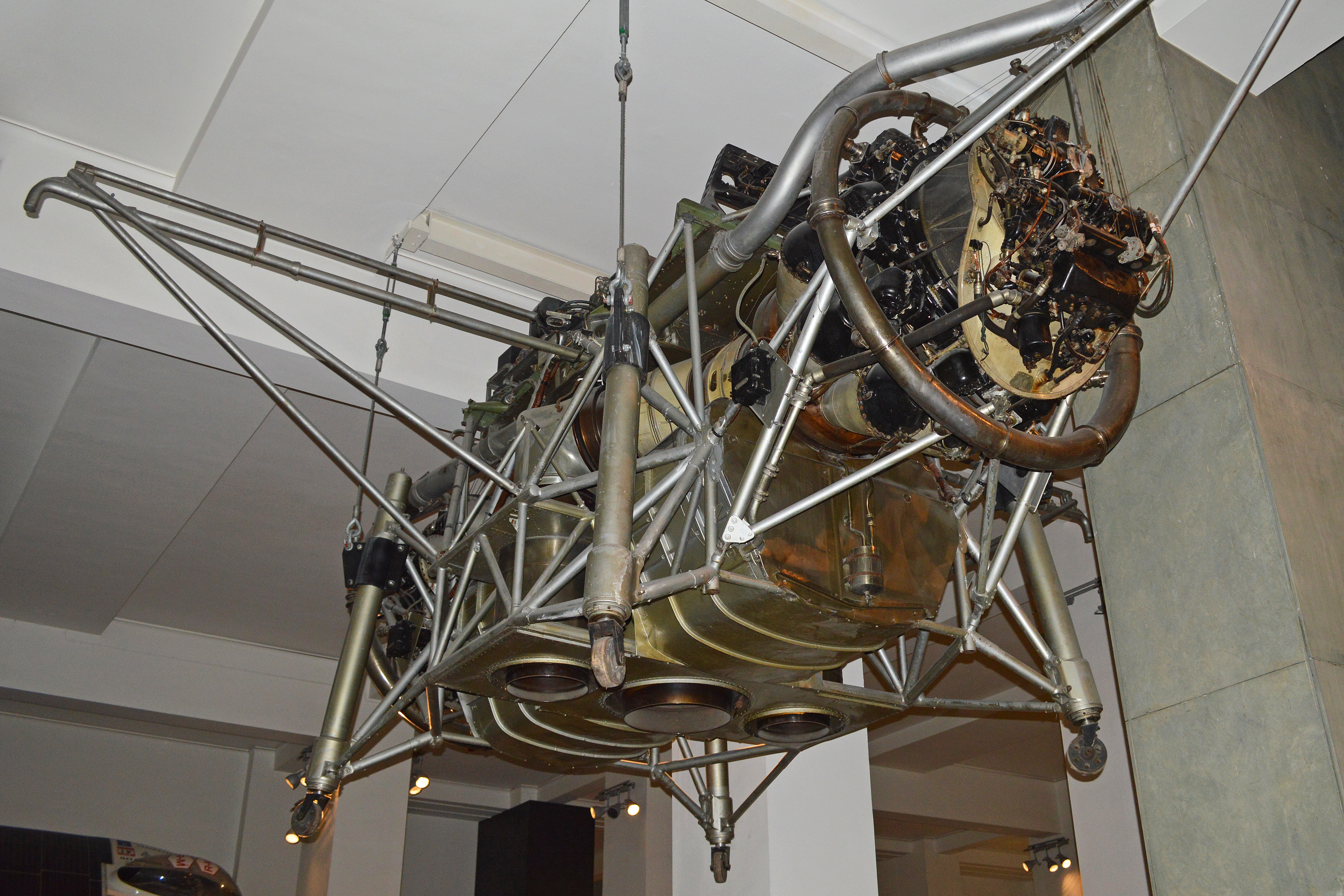
Prototipo de despegue vertical Rolls Royce Thrust Measuring Rig

Alan Arnold Griffith (13 de junio de 1893 – 13 de octubre de 1963) fue un ingeniero mecánico británico, autor de destacadas contribuciones en el campo de los estados tensionales y de fractura en metales (fenómenos conocidos actualmente como fatiga de materiales). Formuló una base teórica consistente para el desarrollo de los motores a reacción, contribuyendo decisivamente a la construcción en 1941 del Metropolitan-Vickers F.2, un avanzado turborreactor de compresor axial.

## Primeros trabajos
Griffith era hijo del escritor de ciencia ficción victoriano George Griffith. Se graduó en ingeniería mecánica, tras lo que obtuvo su maestría y se doctoró en la Universidad de Liverpool. En 1915 fue aceptado como aprendiz por la Royal Aircraft Factory, incorporándose el año siguiente al Departamento de Física e Instrumentación de la empresa, rebautizada al poco tiempo como Royal Aircraft Establishment (o RAE).
Algunos de sus primeros trabajos continúan en uso actualmente. En 1917, en colaboración con G. I. Taylor, sugirió el uso de películas de jabón como método de estudio de problemas de tensión. El método consiste en extender una película de jabón entre varios alambres que representan los bordes del objeto estudiado, y la coloración de la película muestra los patrones de tensión. Este método y otros similares se utilizaron hasta bien entrados los años 1990, cuando la potencia de cálculo de los ordenadores disponibles permitió realizar el mismo experimento numéricamente.

## Fatiga de metales
Griffith es conocido por su estudio teórico sobre la naturaleza de la tensión y la rotura en metales. En aquella época generalmente se consideraba la capacidad mecánica de un material como E/10, siendo E su módulo de Young. Aun así, ya se sabía que algunos materiales a menudo fallarían con esfuerzos incluso 1000 veces inferiores a este valor de cálculo. Griffith descubrió la presencia de numerosas grietas microscópicas en diversos materiales, y formuló la hipótesis de que estas grietas reducían la resistencia global del material. Esto era debido a que cualquier hueco en un sólido concentra las tensiones, un hecho ya bien conocido por los mecánicos de la época. Esta concentración de tensiones provoca valores superiores a E/10 en el inicio de las grietas, mucho antes de que aparezcan para el material globalmente.
A partir de este trabajo Griffith formuló su propia teoría sobre la fractura quebradiza, utilizando conceptos de energía de tensión elástica. Su teoría describió el comportamiento de propagación de las grietas de naturaleza elíptica al considerar la energía implicada. La ecuación que describe el criterio de Griffith, básicamente afirma que cuando una grieta es capaz de propagarse lo suficiente como para fracturar un material, entonces el incremento en la energía de la superficie es igual a la pérdida de energía de tensión, y es considerada como la ecuación primaria para describir las fracturas quebradizas. Dado que la energía de tensión liberada es directamente proporcional al cuadrado de la longitud de la grieta, se tiene que solo cuando la grieta es relativamente corta, su energía de propagación supera a la energía de tensión disponible. Más allá de la longitud crítica de Griffith, una grieta pasa a ser peligrosa.
El trabajo, publicado en 1920 ("The phenomenon of rupture and flow in solids"; "El fenómeno de ruptura y fluencia en sólidos"), produjo importantes cambios en muchas industrias. De repente, procesos como el "endurecimiento" de materiales mediante laminación dejaron de ser misteriosos. Los diseñadores de aeronaves inmediatamente entendieron por qué sus diseños habían fallado incluso aunque se hubiesen construido mucho más resistentes que lo estrictamente necesario, y muy pronto se procedió a pulir los metales para eliminar grietas superficiales. El resultado fue una serie de diseños de aeronaves particularmente bonitos en los años 1930, como el Boeing 247. Este trabajo fue generalizado posteriormente en la década de 1950 por G. R. Irwin y por R. S. Rivlin y A. G. Thomas, aplicándolo a casi todos los materiales, no solamente a los rígidos.

## Motores turbina
En 1926 publicó un artículo seminal, titulado "An Aerodynamic Theory of Turbine Design" (Una Teoría Aerodinámica del Diseño de Turbinas). Demostró que el lamentable rendimiento de las turbinas existentes era debido a un defecto en su diseño, lo que significaba que las palas de los rotores "volaban paradas", y propuso un moderno perfil alar para las palas que mejoraría su rendimiento drásticamente. El artículo describía un motor que utilizaba un compresor axial y una turbina de dos etapas: la primera etapa impulsaba el compresor; y la segunda desarrollaba la potencia necesaria para poder accionar una hélice. Este diseño pionero era un precursor del motor turbohélice. A raíz del artículo, el Comité de Investigación Aeronáutico financió un experimento a pequeña escala con un compresor axial de una sola etapa y una turbina axial también de una sola etapa. El trabajo se completó en 1928 con un diseño operativo de pruebas, y a partir de este se desarrolló una serie de diseños para ensayar varios conceptos.
Sobre esta época, Frank Whittle escribió su tesis sobre motores turbina, utilizando un compresor centrífugo y turbina de una sola etapa, utilizando el empuje resultante para impulsar la aeronave directamente. Whittle envió su artículo al Ministerio del Aire en 1930, que a su vez se lo pasó a Griffith para que lo comentara. Después de detectar un error en los cálculos de Whittle, señaló que el gran diámetro frontal del compresor lo haría poco práctico para su uso en aeronaves, y que el diseño de una sola fase proporcionaría poco empuje. El Ministerio del Aire respondió a Whittle diciendo que no estaban interesados en el diseño. Whittle quedó abatido por la respuesta, pero fue convencido por sus amigos en la RAF para continuar con su idea. Afortunadamente para todos los implicados, Whittle patentó su diseño en 1930 y pudo fundar Power Jets en 1935 para desarrollarlo.
Griffith se convirtió en el principal oficial científico a cargo del nuevo Laboratorio del Ministerio del Aire en South Kensington. Allí inventó la turbina de contraflujo de gas, que utilizaba dos conjuntos de rodetes de compresor rotando en direcciones opuestas, uno "dentro" del otro. Esta disposición es opuesta al diseño habitual, en el que los compresores soplan el aire contra un estator, esencialmente un rodete compresor inmóvil. El efecto sobre la eficacia de compresión era notable, pero también lo era la complejidad del motor. En 1931 regresó al RAE para hacerse cargo de la investigación sobre motores, y cuando pasó a dirigir el Departamento de Motores en 1938, inició el desarrollo de un motor de flujo axial. Hayne Constant se incorporó al Departamento de Motores, y comenzó a trabajar en el diseño original sin contraflujo de Griffith, colaborando con el fabricante de turbinas de vapor Metropolitan-Vickers (Metrovick).
Después de un corto período, el trabajo de Whittle en Power Jets realizó progresos importantes, y Griffith se vio forzado a revaluar su postura sobre la utilización de la turbina directamente como propulsor. Un rediseño rápido a comienzos de 1940 se plasmó en el Metrovick F.2, operativo ese mismo año. El F.2 estuvo a punto para las pruebas de vuelo en 1943, con un empuje de 2150 libras, y voló como motor supletorio en un Gloster Meteor, el F.2/40, en noviembre. El motor más pequeño era el resultado en un diseño inspirado considerablemente en el Me 262, cuyo rendimiento se había mejorado. No obstante, el motor se consideró demasiado complejo, y no se puso en producción.
El rechazo inicial de Griffith de los conceptos de Whittle ha sido comentado durante mucho tiempo. Este hecho ciertamente retrasó el desarrollo del motor de reacción en Inglaterra. Sus motivaciones han sido objeto de especulación, con numerosas fuentes sugiriendo que su búsqueda inacabable de la perfección fue el motivo principal de que no le gustase el pequeño y "feo" motor de Whittle, o quizás la creencia de que "su" propio diseño era connaturalmente superior.[cita requerida]
Griffith se incorporó a Rolls Royce en 1939, trabajando allí hasta 1960, cuando se retiró de su puesto como científico Jefe de la compañía. Diseñó el turborreactor axial AJ.65, dirigiendo el desarrollo del motor Avon, el primer turborreactor axial de la compañía. A continuación se dedicó al desarrollo del turbofan (conocido como bypass en Inglaterra), y se convirtió en una figura clave en la introducción de los motores Rolls-Royce Conway. Griffith también intervino en la investigación pionera sobre un reactor con tecnología de despegue vertical (VTOL), culminado en el desarrollo del Rolls-Royce Thrust Measuring Rig, la primera aeronave experimental de despegue vertical del mundo.

## Reconocimientos
- Miembro de la Royal Society en 1941.
- Caballero de la Orden del Imperio Británico en 1948.
- Medalla de Plata de la Real Sociedad Aeronáutica en 1955.
- Medalla Louis Blériot honorífica en 1962.[5]

## Legado
- Griffith es conmemorado anualmente con la Medalla y Premio A. A. Griffith, otorgados por el Instituto de Materiales, Minerales y Minería por contribuciones a la ciencia de materiales.[6]